# Марія Тонкович
Марія Тонкович (23 листопада 1959) — югославська баскетболістка.
Бронзова призерка Олімпійських ігор 1980 року.
Бронзова призерка Чемпіонату Європи 1980 року.